# Sudbury (Derbyshire)
Sudbury – wieś w Anglii, w hrabstwie Derbyshire, w dystrykcie Derbyshire Dales. Leży 20 km na zachód od miasta Derby i 190 km na północny zachód od Londynu.